# Théorème de Tennenbaum
Pour les articles homonymes, voir Tennenbaum.
En logique mathématique, le théorème de Tennenbaum dit qu'aucun modèle dénombrable non-standard de l'arithmétique de Peano n'est calculable, c'est-à-dire essentiellement que l'addition et la multiplication ne sont pas toutes les deux calculables dans un tel modèle (en fait aucune des deux ne peut l'être).
Ce théorème est dû à Stanley Tennenbaum (en).